# Loddfáfnir
Loddfáfnir est un personnage de la mythologie nordique à qui les strophes 111 à 138 du poème eddique des Hávamál sont adressées (ces strophes sont alors nommées Loddfáfnismál ou les « Dits de Loddfáfnir »). Malgré le nom de cette partie du poème, ce n'est pas Loddfáfnir qui parle, il s'agit plutôt de conseils de vie et de bonne conduite donnés à Loddfáfnir par le dieu Odin. Le dragon Fáfnir donne au héros Sigurd des conseils éthiques comparables dans le poème Fáfnismál.
Loddfáfnir n'est connu que dans ce poème, on ignore de qui il s'agit. Toutefois Viktor Rydberg estime qu'il n'est nul autre que le dieu Höd. En effet les conseils que lui donne Odin dans le poème incluent de ne pas convoiter la femme d'un voisin ce qui pourrait se référer à la rivalité décrite dans la Gesta Danorum entre Höd et Baldr pour la main de Nanna, sachant que dans les Eddas Nanna est l'épouse de Baldr. Odin conseille également à Loddfáfnir de se méfier des faux amis, et dans les Eddas le dieu malfaisant Loki pousse Höd à tuer Baldr.